# Pleasant Run Farm
Pleasant Run Farm statisztikai település az USA Ohio államában, Hamilton megyében. Lakosainak száma 4779 fő (2020. április 1.).

## Népesség
A település népességének változása:

| 2010 | 4 654 |
| 2020 | 4 779 |